# 운주초등학교 산북분교
운주초등학교 산북분교는 전라북도 완주군 운주면 대둔산로 1982 (산북리)에 있었던 분교이다.

## 연혁
- 1946년 5월 20일 운선국민학교 산북분교장 인가
- 1957년 2월 14일 산북국민학교 승격
- 분교장 격하 (일자 미상)
- 1999년 3월 1일 운주초등학교로 통폐합